# Altmuligmand
Altmuligmand er en dansk kortfilm fra 2017 instrueret af Marianne Blicher efter eget manuskript.

## Handling
Historien om en mand, der få år før han skal på pension bliver fyret fra sit arbejde og forladt af konen. I sin søgen efter et nyt job havner han tilfældigt i et fremmedartet miljø fyldt med farverige drag queens. En helt ny verden åbner sig for ham, og en dag får han muligheden for selv at stå på scenen. Men tør han gribe chancen, lægge sit gamle liv bag sig og forfølge en støvet drøm?

## Medvirkende
- Marijana Jankovic, Jensen
- Morten Holst, Jessica Real
- Adam Brix, Anders
- Joen Højerslev, Jesper
- Asbjørn Krogh Nissen, Asger
- Peder Holm Johansen, Poul
- Charlotte Munksgaard, Hustru
- Niels Vagn Brodal, Fru Klud
- Anthony Holm, Athena Lady
- Nikolai Lyck Bech, Jumbo Jette
- Anders Hagerup Larsen, Chantal Al Arab